# Colombier de Maros
Le colombier de Maros est situé à Plouagat en France.

## Localisation
Le colombier est situé sur la commune de Plouagat, au lieu-dit Maros, dans le département des Côtes-d'Armor, dans la région Bretagne.

## Description
De l'ancien château de Maros ne subsistent que trois bâtiments de ferme datés de 1800, ainsi qu'un colombier circulaire renfermant une coupole à nervures, pouvant remonter au XVIIe siècle.

## Historique
Le colombier est inscrit au titre des monuments historiques par arrêté du 17 mars 1988.